# 冨田るき
冨田 るき（とみた るき、2001年12月28日 - ）は、日本のスノーボード選手。2022年北京オリンピック日本代表。

## 経歴
新潟県妙高市出身
同じ妙高市出身のスノーボード選手・冨田せなは姉である。
3歳でスノーボードを始めて、保育園児のときに初めて大会に出た。小学生のころは妙高市のスキー場のシーズンパスを持っていて、冨田るきと一緒に池の平温泉スキー場、妙高杉ノ原スキー場、関温泉スキー場で練習を重ねた。小学6年生でプロ資格を得た
2014年、第12回全国ジュニアスノーボード競技会兼全日本ジュニアスキー選手権大会で優勝
中学校を出た後、新潟県胎内市の学校法人大彦学園開志国際高等学校全日制普通科アスリートコースに学ぶ。スノーボーダーの平野海祝は同じ高校で学んだ間柄で、担任教師は同一人物だった。高校卒業後、妙高市の私立専修学校・全日本ウィンタースポーツ専門学校プロフェッショナル養成科に進学した。さらに同専門学校スノーボード専攻科フリースタイルコースに学ぶ。
2019年、FISスノーボードジャパンカップ2019インさっぽろばんけい大会で優勝
2022年1月、アメリカ合衆国カリフォルニア州マンモスマウンテンで開催されたワールドカップで初優勝。その後、2022年北京オリンピックのスノーボード競技の日本代表に選ばれ、ハーフパイプに出場。バックサイド900を成功させ、5位入賞した。

## 人物
- ヨネックスと用具使用契約を結んでいる[8]。

- 視力がよく、妙高市のスキー場ではリフトから野ウサギの足跡を見つけるのが趣味[9]

- 関温泉スキー場のおにぎりと豚汁が好物[10]

- 父親は愛知県の高校に通っていた時三段跳び選手として活躍。愛知県王者になったこともある。